# 本村町 (横浜市)
本村町（ほんむらちょう）は横浜市旭区の町名。丁番を持たない単独町名である。住居表示未実施。

## 地理
旭区の中部に位置する。南東から北西へ保土ヶ谷バイパス、北東から南西へ神奈川県道40号横浜厚木線（厚木街道）が通り、本村インターチェンジで交差する。厚木街道に沿い相模鉄道が走るが町内に駅はなく、鶴ヶ峰駅と二俣川駅の間の二俣川寄りに位置する。本村インター近くには旭警察署と横浜旭郵便局がある。町の面積は0.490km²。

## 歴史

### 沿革
古くは都筑郡二俣川村であった。1889年（明治22年）4月1日に周辺各村と合併。1939年（昭和14年）4月1日に横浜市に編入、保土ケ谷区二俣川町となる。1961年（昭和36年）11月1日、二俣川町の一部を分割し、本村町を新設。1969年10月1日に行政区再編により旭区に編入される。

## 世帯数と人口
2025年（令和7年）6月30日現在（横浜市発表）の世帯数と人口は以下の通りである。
| 町丁   | 世帯数    | 人口    |
| ------ | --------- | ------- |
| 本村町 | 2,728世帯 | 5,351人 |

### 人口の変遷
国勢調査による人口の推移。
| 年                 | 人口  |
| ------------------ | ----- |
| 1995年（平成7年）  | 4,394 |
| 2000年（平成12年） | 4,617 |
| 2005年（平成17年） | 4,703 |
| 2010年（平成22年） | 4,870 |
| 2015年（平成27年） | 4,887 |
| 2020年（令和2年）  | 5,237 |

### 世帯数の変遷
国勢調査による世帯数の推移。
| 年                 | 世帯数 |
| ------------------ | ------ |
| 1995年（平成7年）  | 1,644  |
| 2000年（平成12年） | 1,808  |
| 2005年（平成17年） | 1,956  |
| 2010年（平成22年） | 2,114  |
| 2015年（平成27年） | 2,194  |
| 2020年（令和2年）  | 2,534  |

## 学区
市立小・中学校に通う場合、学区は以下の通りとなる（2024年11月時点）。
| 番・番地等                       | 小学校               | 中学校                 |
| -------------------------------- | -------------------- | ---------------------- |
| 1〜5番地 36〜39番地 58番地       | 横浜市立本宿小学校   | 横浜市立本宿中学校     |
| 6〜35番地 40〜57番地 59〜114番地 | 横浜市立二俣川小学校 | 横浜市立万騎が原中学校 |

## 事業所
2021年（令和3年）現在の経済センサス調査による事業所数と従業員数は以下の通りである。
| 町丁   | 事業所数 | 従業員数 |
| ------ | -------- | -------- |
| 本村町 | 92事業所 | 1,417人  |

### 事業者数の変遷
経済センサスによる事業所数の推移。
| 年                 | 事業者数 |
| ------------------ | -------- |
| 2016年（平成28年） | 95       |
| 2021年（令和3年）  | 92       |

### 従業員数の変遷
経済センサスによる従業員数の推移。
| 年                 | 従業員数 |
| ------------------ | -------- |
| 2016年（平成28年） | 1,239    |
| 2021年（令和3年）  | 1,417    |

## 施設
- 横浜旭郵便局
- 旭警察署

## その他

### 日本郵便
- 郵便番号 : 241-0024[3]（集配局：横浜旭郵便局[15]）

### 警察
町内の警察の管轄区域は以下の通りである。
| 番・番地等 | 警察署   | 交番・駐在所 |
| ---------- | -------- | ------------ |
| 全域       | 旭警察署 | 二俣川交番   |

## 参考資料
- “横浜市町区域要覧” (PDF).   横浜市市民局 (2016年6月). 2023年6月6日閲覧。 “横浜市町区域要覧”

- 『県別マップル 神奈川県広域・詳細道路地図』2006年4刷 昭文社 ISBN 9784398626998
- ちず丸（昭文社）2011年1月9日閲覧